# Tom Hooper
Thomas George „Tom” Hooper este un regizor englez născut la 5 octombrie 1972. A realizat atât producții de televiziune cât și lungmetraje. A început să facă filme, scurtmetraje, încă de la vârsta de 13 ani. În 1992 Channel 4 a difuzat primul său film de acest gen, Painted Faces. La Oxford a regizat piese de teatru și reclame TV. După absolvire a realizat câteva episoade din Quayside, Byker Grove, EastEnders și Cold Feet.
La începutul anilor 2000 a realizat două proiecte ale BBC, Love in a Cold Climate (în 2001) și Daniel Deronda (în 2002). În urma acestei colaborări, a fost ales de către ITV pentru a regiza seria Prime Suspect, având-o în distribuție pe Helen Mirren. Tot cu marea actriță a colaborat și la realizarea filmului istoric finanțat de HBO, Elizabeth I, în 2005. Și-a făcut debutul în lungmetraj pentru marile ecrane în 2004, cu Red Dust, o dramă a cărei acțiune se petrece în Africa de Sud, cu Hilary Swank și Chiwetel Ejiofor. Odată începută colaborarea cu HBO, au urmat producțiile Longford, John Adams. În 2009 se reîntoarce la lungmetraj cu The Damned United, cu Michael Sheen în rolul principal. Filmul său din 2010, The King's Speech, care îi are în distribuție pe Colin Firth, Geoffrey Rush și Helena Bonham Carter a câștigat numeroase premii, printre care BAFTA și a primit 12 nominalizări la Premiile Oscar 2011. A mai fost nominalizat la Premiile Emmy pentru Prime Suspect și Elizabeth I.
S-a născut la Londra, iar părinții săi sunt Meredith și Richard Hooper. La vârsta de 12 ani a citit cartea "Cum să faci film și televiziune" și astfel și-a descoperit pasiunea.

## Filmografie
| An(i)     | Titlu                             | Rol(uri) | Descriere |
| --------- | --------------------------------- | -------- | --- |
| 1997      | Quayside                          | Regizor  | Serial TV |
| 1997      | Byker Grove                       | Regizor  | 4 episoade: - Sezonul 9, Episodul 17 - Sezonul 9, Episodul 18 - Sezonul 9, Episodul 19 - Sezonul 9, Episodul 20 |
| 1998–2000 | EastEnders                        | Regizor  | Episoade serial TV                                                                                              |
| 1999      | Cold Feet                         | Regizor  | 2 episoade: - Sezonul 2, Episodul 1 - Sezonul 2, Episodul 2                                                     |
| 2001      | Love in a Cold Climate            | Regizor  | Serial TV în 2 părți                                                                                            |
| 2002      | Daniel Deronda                    | Regizor  | Serial TV în 3 părți                                                                                            |
| 2003      | Prime Suspect 6: The Last Witness | Regizor  | Serial TV în 2 părți                                                                                            |
| 2004      | Red Dust                          | Regizor  | Film artistic                                                                                                   |
| 2005      | Elizabeth I                       | Regizor  | Serial HBO în 2 părți                                                                                           |
| 2006      | Longford                          | Regizor  | Film TV |
| 2008      | John Adams                        | Regizor  | Serial HBO în 7 părți                                                                                           |
| 2009      | The Damned United                 | Regizor  | Film artistic                                                                                                   |
| 2010      | The King's Speech                 | Regizor  | Film artistic                                                                                                   |
| 2012      | Les Misérables                    | Regizor  | Film artistic                                                                                                   |
| 2015      | The Danish Girl                   | Regizor  | Film artistic                                                                                                   |